# Суарес Ривера, Адольфо Антонио
Адольфо Антонио Суарес Ривера (исп. Adolfo Antonio Suárez Rivera; 9 января 1927, Сан-Кристобаль-де-Лас-Касас, Мексика — 24 марта 2008, Монтеррей, Мексика) — мексиканский кардинал. Епископ Тепика с 14 мая 1971 по 8 мая 1980. Епископ Тлальнепантлы с 8 мая 1980 по 8 ноября 1983. Архиепископ Монтеррея с 8 ноября 1983 по 25 января 2003. Апостольский администратор sede vacante епархии Сьюдад Виктория в 1994—1995. Кардинал-священник с титулом церкви Ностра-Синьора-ди-Гвадалупе-а-Монте-Марио с 26 ноября 1994.